# 兴泾镇
兴泾镇，是中华人民共和国宁夏回族自治区銀川市西夏区下辖的一个乡镇级行政单位。

## 行政区划
兴泾镇下辖以下地区：
民生社区、西干村、泾河村、兴盛村、泾华村、黄花村和十里铺村。